# Šaddītu
Šaddītu war eine assyrische Königstochter. Sie erscheint in verschiedenen Keilschrifttexten und war demnach die Tochter von Sîn-aḫḫe-eriba (regierte 705 bis 680 v. Chr.) und die Schwester von Asarhaddon. Aus den erhaltenen Urkunden geht hervor, dass im Jahr 672 Nabû-nadin-šumi über die Prinzessin verärgert war, da Šumaya ein Ritual ohne sein Wissen für die Prinzessin ausgeführt hatte. Šaddītu scheint einen hohen Status am Königshof gehabt zu haben, da das Ritual von einem wichtigen Höfling aus dem Königsumfeld ausgeführt wurde. Aus anderen Quellen ist bekannt, dass Šaddītu Land kaufte.